# Харалампи Билбилов
Харалампи (Ламбе) Попбилбилов или Попбимбилов (изписване до 1945 година: Харалампи попъ Билбиловъ, Бимбиловъ) е български свещеник и революционер, деец на Вътрешната македоно-одринска революционна организация.

## Биография
Роден е в 1871 година в охридското българско село Велмей, тогава в Османската империя. Става свещеник. Влиза във ВМОРО в 1898 година и е четник на Даме Груев и Христо Узунов. Освен в Охридско действа в Стружко, Дебърско, Битолско и Леринско. Според доклад на сръбския консул в Битоля Михайло Ристич от 25 януари 1903 година поради турски преследвания поп Бинбил от десет месеца се крие в Охрид. В 1903 година е заловен и лежи три години в затвора.
При избухването на Балканската война в 1912 година е доброволец в Македоно-одринското опълчение на Българската армия. Носител е на орден „За гражданска заслуга“.
По време на българското управление във Вардарска Македония през Втората световна война отец Харалампи се поставя в услуга на българските власти.
След установяването на комунистическата власт в Югославия, по Закона за илинденските пенсии от 1946 година подава молба за илинденска пенсия. Тя му е отказана, тъй като при българското управление величаел Хитлер и цар Борис и говорел, че Македония ще е свободна само в България.
Умира в 1957 година.